# A Child Is Waiting
A Child Is Waiting (Brasil: Minha Esperança é Você ) é um filme de drama estadunidense de 1963 escrito por Abby Mann e dirigido por John Cassavetes. Foi o penúltimo filme da atriz e cantora Judy Garland.

## Elenco
- Burt Lancaster ...Dr. Matthew Clark
- Judy Garland ...Jean Hansen
- Gena Rowlands ...Sophie Widdicombe Benham
- Steven Hill ...Ted Widdicombe
- Lawrence Tierney ...Douglas Benham
- Bruce Ritchey ...Reuben Widdicombe
- John Marley ...Holland
- Paul Stewart ...Goodman
- Elizabeth Wilson ...Senhorita Fogarty
- Barbara Pepper ...Senhorita Brown
- Keith e Kerry Simon ...o bebê Reuben
- Billy Mumy ...menino contando as pérolas de Jean
- Juanita Moore ... mãe de Julius

## Produção
As filmagens das locações começaram em 10 de abril de 1962 no Pacific State Hospital em Pomona, Califórnia.

## Recepção
A Variety chamou o filme de "uma dramatização comovente, provocativa e reveladora" e acrescentou: "Burt Lancaster apresenta uma atuação firme, sincera, persuasiva".